# Aborichthys garoensis
Espèce
Statut de conservation UICN

 VU B1ab(iii) : Vulnérable
Aborichthys garoensis est une espèce de poisson du genre Aborichthys, appartenant à la famille des Nemacheilidae.